# Jackson Browne
Clyde Jackson Browne (* 9. října 1948, Heidelberg, Německo) je americký folkový zpěvák-skladatel, kytarista, pianista a politický aktivista. Roku 1967 se podílel na albu Chelsea Girl zpěvačky Nico. V roce 2004 byl uveden do Rock and Roll Hall of Fame. Roku 2007 vystupoval ve filmu Neuvěřitelný život rockera Coxe. V roce 2011 přispěl coververzí písně „True Love Ways“ od Buddyho Hollyho na album Listen to Me: Buddy Holly.
V roce 1971 začal mít vztah s modelkou a herečkou Phyllis Major. V roce 1973 se jim narodil syn a koncem roku 1975 měli svatbu. Major zemřela o několik měsíců později, v březnu 1976, na předávkování prášky na spaní. V roce 1981 se Browne oženil s australskou modelkou Lynne Sweeney. V roce 1982 se jim narodil syn, avšak již následujícího roku se rozvedli. Browne měl následně poměr s herečkou Daryl Hannah, který začal roku 1983 a skončil o devět let později.

## Diskografie

### Studiová alba
- 1972: Jackson Browne
- 1973: For Everyman
- 1974: Late for the Sky
- 1976: The Pretender
- 1977: Running on Empty
- 1980: Hold Out
- 1983: Lawyers in Love
- 1986: Lives in the Balance
- 1989: World in Motion
- 1993: I'm Alive
- 1996: Looking East
- 2002: The Naked Ride Home
- 2008: Time the Conqueror
- 2014: Standing in the Breach
- 2021: Downhill from Everywhere